# Prapretno, Radeče
Prapretno je naselje v Občini Radeče.